# Mario Streit
Mario Streit (ur. 14 kwietnia 1967 w Rathenow) – niemiecki wioślarz. Srebrny medalista olimpijski z Seulu.
Reprezentował barwy NRD. Zawody w 1988 były jego jedynymi igrzyskami olimpijskimi. Po medal sięgnął w konkurencji dwójki ze sternikiem, osadę tworzyli ponadto Detlef Kirchhoff i sternik René Rensch.